# Lorie
Laure Pester (ur. 2 maja 1982 w Le Plessis-Bouchard) – francuska piosenkarka popowa i aktorka.
Na albumie Danse znalazła się piosenka  „Les divas tu dancing" z repertuaru Philippa Cataldo.
Lorie jest aktywna jako francuska aktorka od 2002 roku.

## Dyskografia

### Albumy studyjne
- 2001: Près de toi
- 2002: Tendrement
- 2004: Attitudes
- 2005: Best Of
- 2005: Rester la même
- 2007: 2lor En Moi
- 2011: Regarde-Moi
- 2012: Danse

### Albumy koncertowe
- 2003: Live Tour 2003
- 2004: Week-end Tour 2004
- 2006: Live Tour 2006

### Single
- 1999: „Baby Boum”
- 2001: „Près De Moi
- 2001: „Je serai (Ta Meilleure Amie)
- 2002: „J'ai Besoin d'amour
- 2002: „À 20 ans"
- 2003: „Sur Un Air Latino" / „Con Sobor Latino"
- 2003: „Week-End"
- 2004: „C'est Plus Fort Que Moi"
- 2004: „La Positive Attitude"
- 2004: „Ensorcelée"
- 2005: „Quand tu danses" (Single Version)
- 2005: „Toi Et Moi"
- 2005: „S.O.S" (Single Version)
- 2006: „Parti Pour Zouker"
- 2007: „2Lor En Moi?"
- 2005–2007: „Rester la même / Attitudes" (Refresh Version)
- 2007: „Toute Seule"
- 2011: „Dita (Single Version)"
- 2012: „Je vais vite (Clip)"
- 2013: „Le coup de soleil"
- 2013: „Les divas du dancing"
- 2013: „Soleil"
- 2014: „La TamaDance" (dla Bandai France)
- 2015: „Gates of the sun"

### DVD
- Près de Vous
- Tendrement Vôtre
- Live Tour
- Week End Tour 2004
- Best Of
- Live Tour 2006

## Filmografia
- 2015: Wojna imperiów